# 砂岩

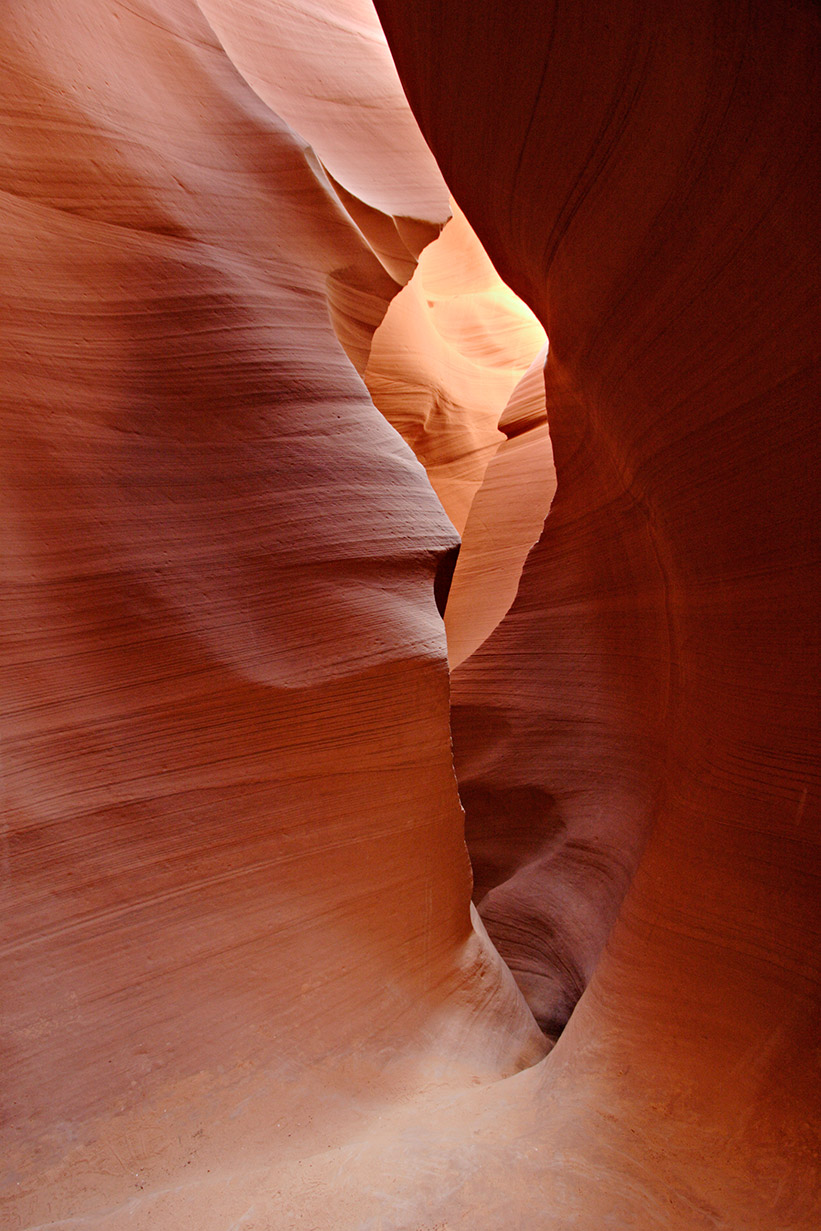
美國亞歷桑納州羚羊峽谷內的紅砂岩走廊

砂岩，同沙岩，是一种沉积岩，主要由砂粒胶结而成的，其中砂粒含量大于50%。絕大部分砂岩是由石英或长石组成的，石英和长石是组成地壳最常见的成分。砂岩的颜色和成分有關，可以是任何颜色，最常见的是棕色、黄色、红色、灰色和白色。
有的砂岩可以抵御风化，但又容易切割，所以经常被用于做建筑材料和铺路材料。例如石英砂岩中的颗粒比较均匀坚硬，所以砂岩也被经常用来做磨削工具。
砂岩由于透水性较好，表面含水层可以过滤掉污染物，比其他石材如石灰石更能抵御污染。

## 形成
砂岩是由碎屑沉积形成的，和生物沉积形成的如煤，以及化学沉积形成的如石膏、碧玉不同，碎屑可以是其他岩石的或某些矿物晶体的，胶结这些碎屑的物质可以是方解石、黏土或硅土。碎屑的粒径在0.0625至2mm之间，如果碎屑粒径过小会形成泥岩或页岩，过大会形成砾岩或角砾岩。

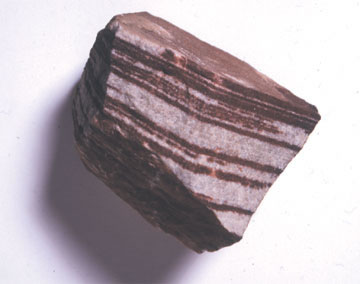
含氧化铁条纹的砂岩

砂岩的形成分为两个阶段，首先砂粒一层层地沉积，可能是水或大气搬运造成的；然后在压力的大氣壓力下，被从上面淋滤下的碳酸钙或硅质胶结到一起，其中含有的铁、硅、锰等元素会造成砂岩不同的颜色。

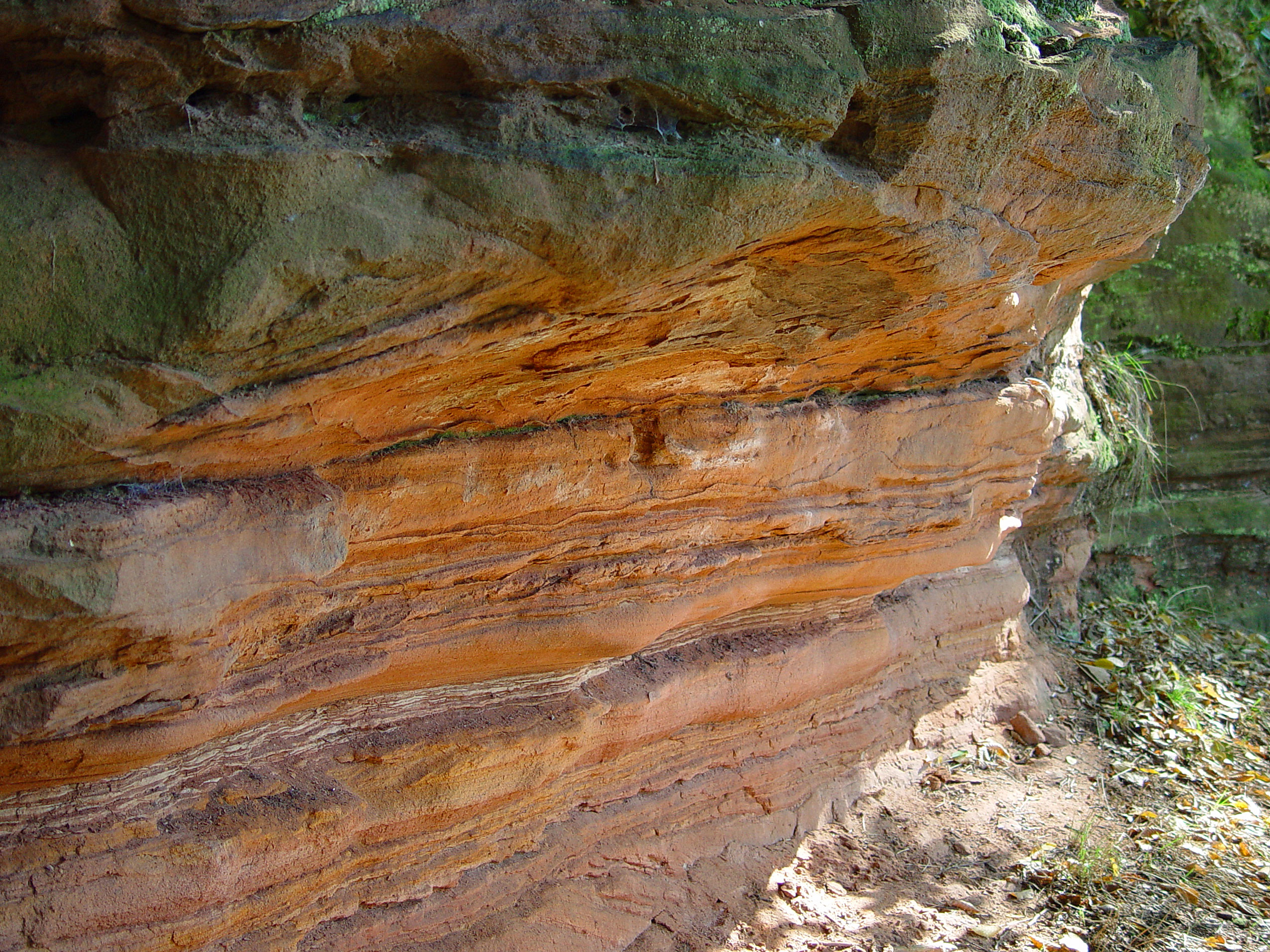
德國圖林根州施塔特羅達的一處砂岩

由于沉积环境的差别，使得各种砂岩有不同的节理、粒径、颜色和性质，主要有陸相沉積和海相沉積两大类。

## 类型
砂岩主要分为三种类型：
- 长石砂岩，其中长石含量超过25%，其组分类似花岗岩；

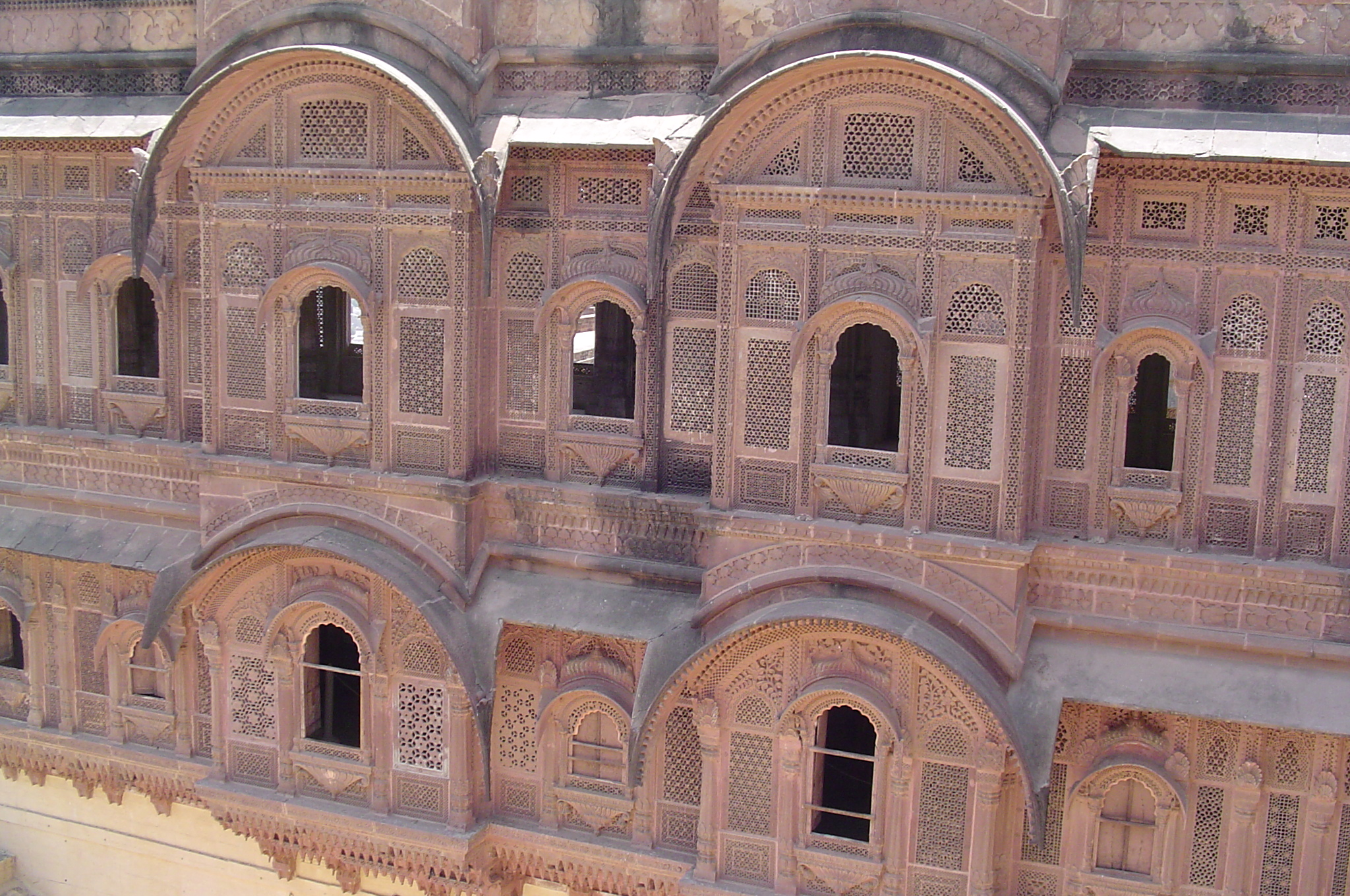
印度用砂岩建造的建筑

- 石英砂岩，其中石英含量超过90%；
- 杂砂岩，胶结物含量较高。

## 参考文献

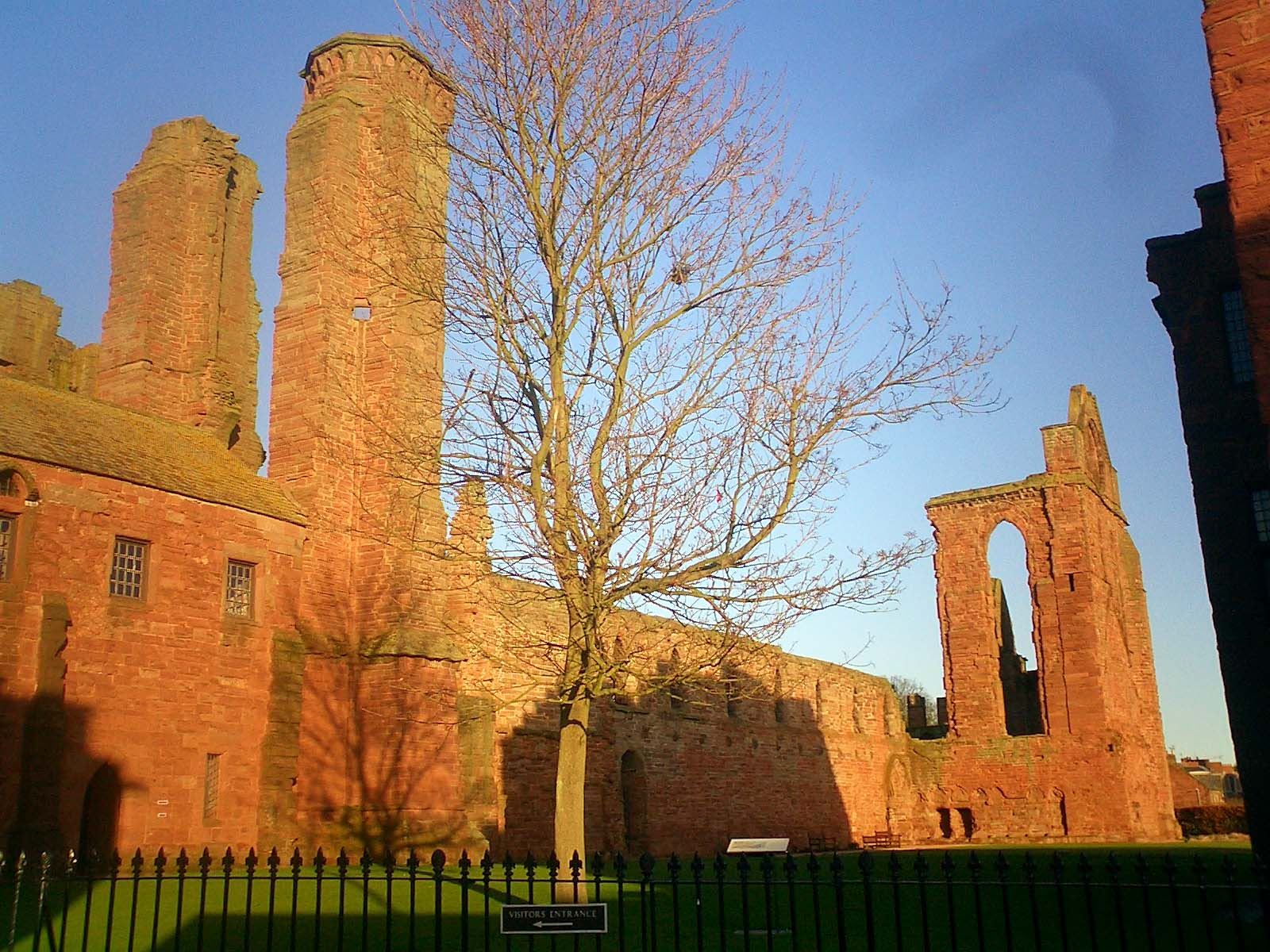
彩色砂岩建造的修道院

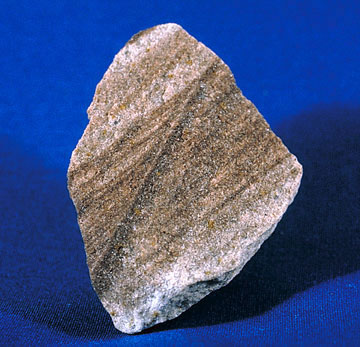
含石英的砂岩